# Jason Baumgartner
Jason Baumgartner este un inginer al companiei IBM (IBM Corporation), a fost ales ca Fellow of the Institute of Electrical and Electronics Engineers (sau IEEE) în 2015 pentru contribuții la verificarea hardware și aplicațiile sale.